# Élections législatives de 1986 en Lot-et-Garonne
Les élections législatives françaises de 1986 ont lieu le 16 mars 1986. Dans le département de Lot-et-Garonne, trois députés sont à élire dans le cadre d'un scrutin proportionnel par liste départementale à un seul tour.

## Élus
| Député élu              |  | Parti     |
| ----------------------- |  | --------- |
| Paul Chollet            |  | UDF (CDS) |
| Michel Gonelle          |  | RPR       |
| Christian Laurissergues |  | PS        |

## Listes en présence

### Extrême gauche (LCR)
| N° | Candidats        | Parti | Parti | Principales fonctions          |
| -- | ---------------- | ----- | ----- | ------------------------------ |
| 01 | Ignace Garay     |       | LCR   | Employé PAM Fumel              |
| 02 | Michèle Pujos    |       | LCR   | Enseignante, Agen              |
| 03 | Patrick Goujon   |       | LCR   | Enseignant, Nérac              |
|    |                  |       |       |                                |
| 04 | Louis Jambou     |       | LCR   | Ouvrier, Agen                  |
| 05 | Jocelyne Veillon |       | LCR   | Employée de l'Équipement, Agen |

### Extrême gauche (MPPT)
| N° | Candidats         | Parti | Parti | Principales fonctions                 |
| -- | ----------------- | ----- | ----- | ------------------------------------- |
| 01 | Annie Andrieu     |       | MPPT  | Professeure d'éducation physique      |
| 02 | Pierre Pialoux    |       | MPPT  | Employé                               |
| 03 | Josette Barbariol |       | MPPT  | Institutrice                          |
|    |                   |       |       |                                       |
| 04 | Gérard Amiard     |       | MPPT  | Technicien dans l'Éducation nationale |
| 05 | François Chartier |       | MPPT  | Kinésithérapeute                      |

### Parti communiste français
| N° | Candidats            | Parti | Parti | Principales fonctions                                          |
| -- | -------------------- | ----- | ----- | -------------------------------------------------------------- |
| 01 | Jean-Claude François |       | PCF   | Conseiller municipal de Casteljaloux, ouvrier                  |
| 02 | Hubert Ruffe         |       | PCF   | Ancien député et conseiller général du Canton du Mas-d'Agenais |
| 03 | Jean Querbes         |       | PCF   | Adjoint au maire de Tonneins, ingénieur agronome               |
|    |                      |       |       |                                                                |
| 04 | Danièle Moliérac     |       | PCF   | Adjointe au maire de Marmande, institutrice                    |
| 05 | Alain Fourgeaud      |       | PCF   | Conseiller municipal d'Agen, professeur                        |

### Parti socialiste
| N° | Candidats               | Parti | Parti | Principales fonctions                                                                                                |
| -- | ----------------------- | ----- | ----- | --- |
| 01 | Christian Laurissergues |       | PS    | Député sortant et questeur de l'Assemblée nationale, ancien conseiller général du Canton d'Agen-Est                  |
| 02 | Marcel Garrouste        |       | PS    | Député sortant, ancien conseiller général du Canton de Penne-d'Agenais et maire de Penne-d'Agenais                   |
| 03 | Gérard Gouzes           |       | PS    | Député sortant et maire de Marmande, avocat                                                                          |
|    |                         |       |       | |
| 04 | Guy Berny               |       | PS    | Conseiller régional, conseiller général du Canton de Villeréal et maire de Villeréal, directeur de service municipal |
| 05 | Gisèle Graf             |       | PS    | Maire de Penne-d'Agenais, responsable administrative                                                                 |

### Mouvement des radicaux de gauche
| N° | Candidats            | Parti | Parti | Principales fonctions |
| -- | -------------------- | ----- | ----- | --- |
| 01 | Jean-Romain Argacha  |       | MRG   | Conseiller général du Canton de Damazan et adjoint au maire de Damazan, directeur de Centre départemental de documentation pédagogique |
| 02 | Jean-Louis Matéos    |       | MRG   | Conseiller municipal d'Agen, directeur du centre médico psycho-pédagogique                                                             |
| 03 | Simon Rocchietti     |       | MRG   | Agriculteur et syndicaliste agricole, conseiller municipal de Saint-Nicolas-de-la-Balerme                                              |
|    |                      |       |       | |
| 04 | Sylvie Allaten       |       | MRG   | Publiciste |
| 05 | Jean-Christophe Naud |       | MRG   | Agent d'exploitation PTT |

### Opposition (UDF-RPR)
| N° | Candidats         | Parti | Parti   | Principales fonctions                                                                      |
| -- | ----------------- | ----- | ------- | ------------------------------------------------------------------------------------------ |
| 01 | Paul Chollet      |       | UDF-CDS | Conseiller général du Canton d'Agen-Centre et adjoint au maire d'Agen, docteur en médecine |
| 02 | Michel Gonelle    |       | RPR     | Adjoint au maire d'Agen, avocat                                                            |
| 03 | Albert Baudrin    |       | DVD     | Conseiller municipal de Jusix, agriculteur                                                 |
|    |                   |       |         |                                                                                            |
| 04 | Jean-Louis Brunet |       | UDF-PR  | Conseiller général du Canton de Nérac et maire de Nérac, docteur en médecine               |
| 05 | Francis Larribeau |       | RPR     | Conseiller général du Canton de Cancon, docteur vétérinaire                                |

### Divers droite (UDF diss.-CNI)
| N° | Candidats                    | Parti | Parti           | Principales fonctions                                                                     |
| -- | ---------------------------- | ----- | --------------- | ----------------------------------------------------------------------------------------- |
| 01 | Georges Lapeyronie           |       | DVD (UDF diss.) | Maire de Villeneuve-sur-Lot, avocat                                                       |
| 02 | Pierre Lapoujade             |       | CNI             | Conseiller général du Canton d'Agen-Ouest et maire du Passage-d'Agen, docteur en médecine |
| 03 | Pierre Wind                  |       | RPR diss.       | Conseiller municipal de Marmande, docteur en médecine                                     |
|    |                              |       |                 |                                                                                           |
| 04 | Albert de Redon de Colombier |       | DVD (UDF diss.) | Cadre commercial, Laroque-Timbaut                                                         |
| 05 | Georges Bertrand             |       | DVD             | Officier en retraite, Penne-d'Agenais                                                     |

### Front national
| N° | Candidats        | Parti | Parti | Principales fonctions            |
| -- | ---------------- | ----- | ----- | -------------------------------- |
| 01 | Roger Chauzy     |       | FN    | Cadre administratif et financier |
| 02 | Catherine Martin |       | FN    |                                  |
| 03 | Guy Robert       |       | FN    | Ingénieur des Ponts et Chaussées |
|    |                  |       |       |                                  |
| 04 | Jean Astorg      |       | FN    | VRP                              |
| 05 | Georges Clément  |       | FN    | Militaire retraité               |

### Sans étiquette (Initiative 86)
| N° | Candidats        | Parti | Parti | Principales fonctions |
| -- | ---------------- | ----- | ----- | --------------------- |
| 01 | Maryse Ziarczyck |       | I86   | Rédactrice            |
| 02 | Daniel Le Moël   |       | I86   | Agent d'assurances    |
| 03 | Jean-Pierre Tran |       | I86   | Attaché commercial    |
|    |                  |       |       |                       |
| 04 | Nadine Marcade   |       | I86   | Journaliste           |
| 05 | Monique Solanas  |       | I86   | Vendeuse              |

### Divers droite
| N° | Candidats         | Parti | Parti | Principales fonctions            |
| -- | ----------------- | ----- | ----- | -------------------------------- |
| 01 | Sylvia Rousier    |       | DVD   | Retraitée                        |
| 02 | Marcelle Casas    |       | DVD   | Retraitée                        |
| 03 | Jean-Paul Marchal |       | DVD   | Ingénieur des télécommunications |
|    |                   |       |       |                                  |
| 04 | André Bouvaist    |       | DVD   | Commerçant                       |
| 05 | Robert Touboul    |       | DVD   | Restaurateur                     |

Cette liste, déposée en Préfecture, n'a pas participé au scrutin.

## Résultats

### Résultats à l'échelle du département
| Liste Parti politique | Liste Parti politique | Tête de liste           | Tour unique | Tour unique | Sièges |
| Liste Parti politique | Liste Parti politique | Tête de liste           | Voix        | %           | Sièges |
| --------------------- | --- | ----------------------- | ----------- | ----------- | ------ |
|                       | Union pour le Lot-et-Garonne Union pour la démocratie française (RPR)                                                      | Paul Chollet            | 63 626      | 37,09       | 2      |
|                       | Pour une majorité de progrès avec le président de la République Parti socialiste                                           | Christian Laurissergues | 57 280      | 33,39       | 1      |
|                       | Liste présentée par le Parti communiste français Parti communiste français                                                 | Jean-Claude François    | 19 578      | 11,41       | 0      |
|                       | Liste de Rassemblement national présentée par le Front national Front national                                             | Roger Chauzy            | 15 285      | 8,91        | 0      |
|                       | Opposition 47 Divers droite (UDF et RPR diss. - CNI)                                                                       | Georges Lapeyronie      | 10 909      | 6,36        | 0      |
|                       | Aquitaine aujourd'hui - Pour le radicalisme Mouvement des radicaux de gauche                                               | Jean-Romain Argacha     | 3 199       | 1,86        | 0      |
|                       | Liste du Mouvement pour un parti des travailleurs Lot-et-Garonne Extrême gauche (Mouvement pour un parti des travailleurs) | Annie Andrieu           | 757         | 0,44        | 0      |
|                       | Contre la droite, pour une véritable politique de gauche Ligue communiste révolutionnaire                                  | Ignace Garay            | 656         | 0,38        | 0      |
|                       | Initiative 86 - Entreprendre et réussir la France de l'an 2000 Sans étiquette                                              | Maryse Ziarczyck        | 256         | 0,15        | 0      |
|                       | |                         |             |             |        |
| Inscrits              | Inscrits | Inscrits                | 223 724     | 100,00      | 3      |
| Abstentions           | Abstentions | Abstentions             | 40 013      | 17,88       |        |
| Votants               | Votants | Votants                 | 183 711     | 82,12       |        |
| Blancs et nuls        | Blancs et nuls | Blancs et nuls          | 12 165      | 6,62        |        |
| Exprimés              | Exprimés | Exprimés                | 171 546     | 93,38       |        |